# Nezumia brevibarbata
Nezumia brevibarbata är en fiskart som först beskrevs av Barnard 1925.  Nezumia brevibarbata ingår i släktet Nezumia och familjen skolästfiskar. Inga underarter finns listade i Catalogue of Life.